# Yan Zi
Pour les articles homonymes, voir Yan et ZI.
Ne doit pas être confondu avec Yanzi.
Dans ce nom chinois, le nom de famille, Yan, précède le nom personnel.
Yan Zi (chinois : 晏紫 ; pinyin : Yàn Zī, née le 12 novembre 1984 dans le Sichuan) est une joueuse de tennis chinoise, professionnelle de février 2003 à 2016.
Aux côtés de sa partenaire habituelle, Zheng Jie, elle réalise ses meilleures performances dans les épreuves de double (deux titres du Grand Chelem en 2006).

## Palmarès

### Titre en simple dames
| No | Date       | Nom et lieu du tournoi                | Catégorie | Dotation  | Surface    | Finaliste              | Score         |          |
| -- | ---------- | ------------------------------------- | --------- | --------- | ---------- | ---------------------- | ------------- | -------- |
| 1  | 26/09/2005 | International Women’s Open, Guangzhou | Tier III  | 170 000 $ | Dur (ext.) | Nuria Llagostera Vives | 6-4, 4-0, ab. | Parcours |

### Finale en simple dames
Aucune.

### Titres en double dames
| No | Date       | Nom et lieu du tournoi                       | Catégorie | Dotation    | Surface      | Partenaire            | Finalistes                          | Score             |          |
| -- | ---------- | -------------------------------------------- | --------- | ----------- | ------------ | --------------------- | ----------------------------------- | ----------------- | -------- |
| 1  | 09/01/2005 | Moorilla International Hobart                | Tier V    | 110 000 $   | Dur (ext.)   | Zheng Jie             | Anabel Medina Dinara Safina         | 6-4, 7-5          | Parcours |
| 2  | 07/02/2005 | Hyderabad Open Hyderabad                     | Tier IV   | 140 000 $   | Dur (ext.)   | Zheng Jie             | Li Ting Sun Tiantian                | 6-4, 6-1          | Parcours |
| 3  | 16/01/2006 | Australian Open Melbourne                    | G. Chelem | 6 137 580 $ | Dur (ext.)   | Zheng Jie             | Lisa Raymond Samantha Stosur        | 2-6, 7-67, 6-3    | Parcours |
| 4  | 08/05/2006 | German Open Berlin                           | Tier I    | 1 340 000 $ | Terre (ext.) | Zheng Jie             | Elena Dementieva Flavia Pennetta    | 6-2, 6-3          | Parcours |
| 5  | 15/05/2006 | GP Princesse Lalla Meryem Rabat              | Tier IV   | 145 000 $   | Terre (ext.) | Zheng Jie             | Ashley Harkleroad Bethanie Mattek   | 6-1, 6-3          | Parcours |
| 6  | 19/06/2006 | Ordina Open Bois-le-Duc                      | Tier III  | 175 000 $   | Gazon (ext.) | Zheng Jie             | Ana Ivanović Maria Kirilenko        | 3-6, 6-2, 6-2     | Parcours |
| 7  | 26/06/2006 | The Championships Wimbledon                  | G. Chelem | 6 743 737 $ | Gazon (ext.) | Zheng Jie             | Virginia Ruano Pascual Paola Suárez | 6-3, 3-6, 6-2     | Parcours |
| 8  | 22/08/2006 | Pilot Pen Tennis New Haven                   | Tier II   | 600 000 $   | Dur (ext.)   | Zheng Jie             | Lisa Raymond Samantha Stosur        | 6-4, 6-2          | Parcours |
| 9  | 09/04/2007 | Family Circle Cup Charleston                 | Tier I    | 1 340 000 $ | Terre (ext.) | Zheng Jie             | Peng Shuai Sun Tiantian             | 7-5, 6-0          | Parcours |
| 10 | 21/05/2007 | Internationaux de Strasbourg Strasbourg      | Tier III  | 175 000 $   | Terre (ext.) | Zheng Jie             | Alicia Molik Sun Tiantian           | 6-3, 6-4          | Parcours |
| 11 | 24/09/2007 | International Women’s Open Guangzhou         | Tier III  | 175 000 $   | Dur (ext.)   | Peng Shuai            | Vania King Sun Tiantian             | 6-3, 6-4          | Parcours |
| 12 | 01/10/2007 | AIG Japan Open Tennis Championships Tokyo    | Tier III  | 175 000 $   | Dur (ext.)   | Sun Tiantian          | Chuang Chia-jung Vania King         | 1-6, 6-2, [10-6]  | Parcours |
| 13 | 08/10/2007 | PTT Open Bangkok                             | Tier III  | 200 000 $   | Dur (ext.)   | Sun Tiantian          | Ayumi Morita Junri Namigata         | Forfait           | Parcours |
| 14 | 07/01/2008 | Medibank International Sydney                | Tier II   | 600 000 $   | Dur (ext.)   | Zheng Jie             | Tatiana Perebiynis Tatiana Poutchek | 6-4, 7-65         | Parcours |
| 15 | 19/05/2008 | Internationaux de Strasbourg Strasbourg      | Tier III  | 175 000 $   | Terre (ext.) | Tatiana Perebiynis    | Chan Yung-jan Chuang Chia-jung      | 6-4, 6-73, [10-6] | Parcours |
| 16 | 03/08/2009 | East West Bank Classic Herbalife Los Angeles | Premier   | 700 000 $   | Dur (ext.)   | Chuang Chia-jung      | Maria Kirilenko Agnieszka Radwańska | 6-0, 4-6, [10-7]  | Parcours |
| 17 | 05/04/2010 | MPS Group Championships Ponte Vedra Beach    | Intern'l  | 220 000 $   | Terre (ext.) | Bethanie Mattek-Sands | Chuang Chia-jung Peng Shuai         | 4-6, 6-4, [10-8]  | Parcours |

### Finales en double dames
| No | Date       | Nom et lieu du tournoi                   | Catégorie | Dotation    | Surface      | Vainqueures                                | Partenaire   | Score            |          |
| -- | ---------- | ---------------------------------------- | --------- | ----------- | ------------ | ------------------------------------------ | ------------ | ---------------- | -------- |
| 1  | 09/06/2003 | Wien Energie Grand Prix Vienne           | Tier III  | 170 000 $   | Terre (ext.) | Li Ting Sun Tiantian                       | Zheng Jie    | 6-3, 6-4         | Parcours |
| 2  | 12/09/2005 | Wismilak International Bali              | Tier III  | 225 000 $   | Dur (ext.)   | Anna-Lena Grönefeld Meghann Shaughnessy    | Zheng Jie    | 6-3, 6-3         | Parcours |
| 3  | 19/09/2005 | China Open Pékin                         | Tier II   | 585 000 $   | Dur (ext.)   | Nuria Llagostera Vives María Vento-Kabchi  | Zheng Jie    | 6-2, 6-4         | Parcours |
| 4  | 06/02/2006 | Women's Open by Yaris Pattaya            | Tier IV   | 170 000 $   | Dur (ext.)   | Li Ting Sun Tiantian                       | Zheng Jie    | 3-6, 6-1, 7-65   | Parcours |
| 5  | 08/08/2006 | Nordea Nordic Light Open Stockholm       | Tier IV   | 145 000 $   | Dur (ext.)   | Eva Birnerová Jarmila Gajdošová            | Zheng Jie    | 0-6, 6-4, 6-2    | Parcours |
| 6  | 31/12/2007 | Mondial Australian Women's HC Gold Coast | Tier III  | 175 000 $   | Dur (ext.)   | Dinara Safina Ágnes Szávay                 | Zheng Jie    | 6-1, 6-2         | Parcours |
| 7  | 25/02/2008 | Barclays Tennis Championships Dubaï      | Tier II   | 1 500 000 $ | Dur (ext.)   | Cara Black Liezel Huber                    | Zheng Jie    | 7-5, 6-2         | Parcours |
| 8  | 10/03/2008 | Pacific Life Open Indian Wells           | Tier I    | 2 100 000 $ | Dur (ext.)   | Dinara Safina Elena Vesnina                | Zheng Jie    | 6-1, 1-6, [10-8] | Parcours |
| 9  | 15/09/2008 | International Women’s Open Guangzhou     | Tier III  | 175 000 $   | Dur (ext.)   | Mariya Koryttseva Tatiana Poutchek         | Sun Tiantian | 6-3, 4-6, [10-8] | Parcours |
| 10 | 18/05/2009 | Warsaw Open Varsovie                     | Premier   | 600 000 $   | Terre (ext.) | Raquel Kops-Jones Bethanie Mattek-Sands    | Zheng Jie    | 6-1, 6-1         | Parcours |
| 11 | 17/05/2010 | Polsat Warsaw Open Varsovie              | Premier   | 600 000 $   | Terre (ext.) | Virginia Ruano Pascual Meghann Shaughnessy | Cara Black   | 6-3, 6-4         | Parcours |

## Parcours en Grand Chelem

### En simple dames
| Année | Open d'Australie | Open d'Australie | Internationaux de France | Internationaux de France | Wimbledon       | Wimbledon        | US Open         | US Open             |
| ----- | ---------------- | ---------------- | ------------------------ | ------------------------ | --------------- | ---------------- | --------------- | ------------------- |
| 2006  | 2e tour (1/32)   | Sybille Bammer   | 1er tour (1/64)          | Jamea Jackson            | 1er tour (1/64) | Anna Chakvetadze | 1er tour (1/64) | Agnieszka Radwańska |
| 2007  | -                | -                | -                        | -                        | 1er tour (1/64) | Tathiana Garbin  | 1er tour (1/64) | Ekaterina Bychkova  |
| 2008  | 1er tour (1/64)  | Venus Williams   | 1er tour (1/64)          | Émilie Loit              | 1er tour (1/64) | Anabel Medina    | 1er tour (1/64) | Sofia Arvidsson     |

À droite du résultat, l’ultime adversaire.

### En double dames
| Année | Open d'Australie               | Open d'Australie               | Internationaux de France  | Internationaux de France  | Wimbledon                   | Wimbledon                   | US Open                      | US Open                      |
| ----- | ------------------------------ | ------------------------------ | ------------------------- | ------------------------- | --------------------------- | --------------------------- | ---------------------------- | ---------------------------- |
| 2003  | -                              | -                              | -                         | -                         | -                           | -                           | 1er tour (1/32) Zheng Jie    | Dája Bedáňová E. Tatarkova   |
| 2004  | 1/4 de finale Zheng Jie        | S. Kuznetsova Likhovtseva      | 1er tour (1/32) Zheng Jie | Gisela Dulko P. Tarabini  | 3e tour (1/8) Zheng Jie     | Liezel Huber Ai Sugiyama    | 2e tour (1/16) Zheng Jie     | Liezel Huber T. Tanasugarn   |
| 2005  | 1er tour (1/32) Zheng Jie      | Beygelzimer İpek Şenoğlu       | 3e tour (1/8) Zheng Jie   | Cara Black Liezel Huber   | -                           | -                           | 1/4 de finale Zheng Jie      | C. Martínez V. Ruano         |
| 2006  | Victoire Zheng Jie             | Lisa Raymond Sam Stosur        | 1/2 finale Zheng Jie      | D. Hantuchová Ai Sugiyama | Victoire Zheng Jie          | Ruano Pascual Paola Suárez  | 1/4 de finale Zheng Jie      | Květa Peschke F. Schiavone   |
| 2007  | 1/2 finale Zheng Jie           | Chan Yung-jan Chuang Chia-jung | 1er tour (1/32) Zheng Jie | N. Llagostera MJ Martínez | 1/4 de finale Peng Shuai    | Alicia Molik M. Santangelo  | 2e tour (1/16) Peng Shuai    | D. Hantuchová M. Hingis      |
| 2008  | 1/2 finale Zheng Jie           | V. Azarenka Shahar Peer        | 3e tour (1/8) Zheng Jie   | Anabel Medina V. Ruano    | 3e tour (1/8) Zheng Jie     | E. Makarova Selima Sfar     | 1/4 de finale Zheng Jie      | Cara Black Liezel Huber      |
| 2009  | 3e tour (1/8) Zheng Jie        | N. Llagostera M. J. Martínez   | 1/4 de finale Zheng Jie   | V. Azarenka Elena Vesnina | 3e tour (1/8) Zheng Jie     | S. Williams V. Williams     | 1/4 de finale Zheng Jie      | S. Williams V. Williams      |
| 2010  | 1/4 de finale B. Mattek        | S. Williams V. Williams        | 3e tour (1/8) B. Mattek   | Gisela Dulko F. Pennetta  | 2e tour (1/16) A. Rosolska  | D. Cibulková Pavlyuchenkova | 2e tour (1/16) Anabel Medina | Julia Görges A.-L. Grönefeld |
| 2011  | 2e tour (1/16) M. Niculescu    | Raquel Kops A. Spears          | -                         | -                         | -                           | -                           | -                            | -                            |
| 2013  | 1er tour (1/32) Chang Kai-chen | D. Cibulková Ksenia Pervak     | -                         | -                         | 1er tour (1/32) Shahar Peer | Raquel Kops A. Spears       | -                            | -                            |

sous le résultat, la partenaire ; à droite, l’ultime équipe adverse.

### En double mixte
| Année | Open d'Australie              | Open d'Australie           | Internationaux de France      | Internationaux de France   | Wimbledon                    | Wimbledon                 | US Open                       | US Open                    |
| ----- | ----------------------------- | -------------------------- | ----------------------------- | -------------------------- | ---------------------------- | ------------------------- | ----------------------------- | -------------------------- |
| 2004  | -                             | -                          | -                             | -                          | 2e tour (1/16) Chris Haggard | Likhovtseva M. Bhupathi   | -                             | -                          |
| 2005  | 1er tour (1/16) Simon Aspelin | K. Srebotnik F. Čermák     | -                             | -                          | -                            | -                         | -                             | -                          |
| 2006  | -                             | -                          | 1er tour (1/16) Chris Haggard | Zheng Jie Max Mirnyi       | 2e tour (1/16) M. Bhupathi   | V. Williams Bob Bryan     | 2e tour (1/8) Todd Perry      | Vania King V. Spadea       |
| 2007  | 2e tour (1/8) Todd Perry      | Sun Tiantian Julian Knowle | 1/2 finale Mark Knowles       | K. Srebotnik N. Zimonjić   | 2e tour (1/16) Mark Knowles  | J. Janković Jamie Murray  | 1/2 finale Mark Knowles       | V. Azarenka Max Mirnyi     |
| 2008  | 1/2 finale Mark Knowles       | Sun Tiantian N. Zimonjić   | 2e tour (1/8) Mark Knowles    | Liezel Huber Jamie Murray  | 2e tour (1/16) Mark Knowles  | C. Dellacqua Scott Lipsky | 1er tour (1/16) Mark Knowles  | Elena Vesnina Fyrstenberg  |
| 2009  | 2e tour (1/8) Mark Knowles    | A. Wozniak Daniel Nestor   | 1er tour (1/16) N. Zimonjić   | A. Kleybanova Bruno Soares | 2e tour (1/16) N. Zimonjić   | Liezel Huber Jamie Murray | 1/4 de finale Fyrstenberg     | Hsieh Su-wei Kevin Ullyett |
| 2010  | 2e tour (1/8) Fyrstenberg     | Lisa Raymond Wesley Moodie | 1er tour (1/16) Fyrstenberg   | Y. Shvedova Julian Knowle  | 3e tour (1/8) Fyrstenberg    | I. Benešová Lukáš Dlouhý  | 1er tour (1/16) Rohan Bopanna | Aravane Rezaï Rajeev Ram   |
| 2011  | 1er tour (1/16) Rohan Bopanna | M. Kirilenko N. Zimonjić   | -                             | -                          | -                            | -                         | -                             | -                          |
| 2013  | 2e tour (1/8) S. González     | Y. Shvedova Denis Istomin  | -                             | -                          | -                            | -                         | -                             | -                          |

sous le résultat, le partenaire ; à droite, l’ultime équipe adverse.

## Parcours en «Premier Mandatory» et «Premier 5»
Découlant d'une réforme du circuit WTA inaugurée en 2009, les tournois WTA « Premier Mandatory » et « Premier 5 » constituent les catégories d'épreuves les plus prestigieuses, après les quatre levées du Grand Chelem.

### En simple dames
| Année |              | Premier Mandatory | Premier Mandatory | Premier Mandatory | Premier Mandatory |       | Premier 5 | Premier 5                    | Premier 5  | Premier 5 | Premier 5 | Premier 5 | Premier 5 |
| Année | Indian Wells | Miami             | Madrid            | Pékin             |                   | Dubaï | Rome      | Canada                       | Cincinnati |           | Tokyo     |           |           |
| Année | Indian Wells | Miami             | Madrid            | Pékin             |                   | Doha  | Rome      | Canada                       | Cincinnati |           | Wuhan     |           |           |
| Année | Indian Wells | Miami             | Madrid            | Pékin             |                   |       | Rome      | Canada                       | Cincinnati |           |           |           |           |
| 2009  |              |                   |                   |                   |                   |       |           | 1er tour (1/32) V. Dushevina |            |           |           |           |           |

Sous le résultat, l’ultime adversaire.

### En double dames
N.B. : le nom de la partenaire se trouve sous le résultat ; le nom des ultimes adversaires se trouve à droite.

## Parcours aux Masters

### En double dames
| # | Date       | Nom de l'édition                   | ($)       | Surface    | Résultat   | Partenaire | Ultimes adversaires      | Score         |          |
| - | ---------- | ---------------------------------- | --------- | ---------- | ---------- | ---------- | ------------------------ | ------------- | -------- |
| 1 | 06/11/2006 | Sony Ericsson Championships Madrid | 3 000 000 | Dur (int.) | 1/2 finale | Zheng Jie  | Cara Black Rennae Stubbs | 7-5, 2-6, 7-5 | Parcours |

## Parcours aux Jeux olympiques

### En simple dames
| # | Date       | Nom de l'olympiade         | Surface    | Résultat        | Ultime adversaire | Score    |          |
| - | ---------- | -------------------------- | ---------- | --------------- | ----------------- | -------- | -------- |
| 1 | 11/08/2008 | Olympic Tennis Event Pékin | Dur (ext.) | 1er tour (1/32) | Vera Zvonareva    | 6-2, 6-0 | Parcours |

### En double dames
| # | Date       | Nom de l'olympiade           | Surface    | Résultat      | Partenaire | Ultimes adversaires                      | Score    |          |
| - | ---------- | ---------------------------- | ---------- | ------------- | ---------- | ---------------------------------------- | -------- | -------- |
| 1 | 15/08/2004 | Olympic Tennis Event Athènes | Dur (ext.) | 1/4 de finale | Zheng Jie  | Conchita Martínez Virginia Ruano Pascual | 6-1, 6-1 | Parcours |
| 2 | 11/08/2008 | Olympic Tennis Event Pékin   | Dur (ext.) | Bronze        | Zheng Jie  | Alona Bondarenko Kateryna Bondarenko     | 6-2, 6-2 | Parcours |

## Parcours en Fed Cup
| #                                                               | Date       | Lieu         | Surface      | Gagnante(s)                          | Perdante(s)                     | Score          |          |
|                                                                 |            |              |              |                                      |                                 |                |          |
| 2002 - Barrage (groupe mondial I) - Chine - Russie - 0 : 5      |            |              |              |                                      |                                 |                |          |
| 1                                                               | 20/07/2002 | Pékin        | Dur (int.)   | Elena Bovina Tatiana Panova          | Yan Zi Zheng Jie                | 6-3, 7-63      | Parcours |
|                                                                 |            |              |              |                                      |                                 |                |          |
| 2006 - 1er tour (groupe mondial II) - Indonésie - Chine - 0 : 4 |            |              |              |                                      |                                 |                |          |
| 2                                                               | 22/04/2006 | Jakarta      | Dur (ext.)   | Yan Zi Zheng Jie                     | Ayu-Fani Damayanti Septi Mende  | Non joué       | Parcours |
|                                                                 |            |              |              |                                      |                                 |                |          |
| 2006 - Barrage (groupe mondial I) - Chine - Allemagne - 4 : 1   |            |              |              |                                      |                                 |                |          |
| 3                                                               | 15/07/2006 | Pékin        | Dur (int.)   | Yan Zi Zheng Jie                     | Kristina Barrois Jasmin Wöhr    | 6-3, 6-4       | Parcours |
|                                                                 |            |              |              |                                      |                                 |                |          |
| 2007 - Barrage (groupe mondial I) - Belgique - Chine - 1 : 4    |            |              |              |                                      |                                 |                |          |
| 4                                                               | 14/07/2007 | Knokke-Heist | Terre (ext.) | Yanina Wickmayer                     | Yan Zi                          | 7-5, 7-67      | Parcours |
| 4                                                               | 14/07/2007 | Knokke-Heist | Terre (ext.) | Yan Zi                               | Tamaryn Hendler                 | 7-63, 2-6, 8-6 | Parcours |
|                                                                 |            |              |              |                                      |                                 |                |          |
| 2008 - 1/4 de finale (groupe mondial) - Chine - France - 3 : 2  |            |              |              |                                      |                                 |                |          |
| 5                                                               | 02/02/2008 | Pékin        | Dur (int.)   | Nathalie Dechy                       | Yan Zi                          | 6-3, 6-2       | Parcours |
| 5                                                               | 02/02/2008 | Pékin        | Dur (int.)   | Yan Zi Zheng Jie                     | Nathalie Dechy Virginie Razzano | 7-5, 7-65      | Parcours |
|                                                                 |            |              |              |                                      |                                 |                |          |
| 2009 - 1/4 de finale (groupe mondial) - Russie - Chine - 5 : 0  |            |              |              |                                      |                                 |                |          |
| 6                                                               | 07/02/2009 | Moscou       | Dur (int.)   | Svetlana Kuznetsova                  | Yan Zi                          | 6-2, 6-4       | Parcours |
| 6                                                               | 07/02/2009 | Moscou       | Dur (int.)   | Anna Chakvetadze                     | Yan Zi                          | 6-1, 6-2       | Parcours |
| 6                                                               | 07/02/2009 | Moscou       | Dur (int.)   | Elena Dementieva Svetlana Kuznetsova | Sun Tiantian Yan Zi             | 1-6, 6-4, 6-4  | Parcours |

## Classements WTA en fin de saison

### En simple
| Année | 2000 | 2001 | 2002 | 2003 | 2004 | 2005 | 2006 | 2007 | 2008 | 2009 | 2010 |
| Rang  | 642  | 468  | 299  | 179  | 248  | 103  | 166  | 60   | 128  | 312  | 423  |

source : (en) « Classements de Yan Zi », sur le site officiel du WTA Tour

### En double
| Année | 2000 | 2001 | 2002 | 2003 | 2004 | 2005 | 2006 | 2007 | 2008 | 2009 | 2010 | 2011 | 2012 |
| Rang  | 276  | 276  | 138  | 74   | 39   | 31   | 4    | 15   | 13   | 23   | 22   | 91   | 528  |

source : (en) « Classements de Yan Zi », sur le site officiel du WTA Tour